# Hayate no gotoku!
Hayate no gotoku! (ハヤテのごとく!?), conosciuto anche come Hayate the Combat Butler, è un manga shōnen scritto e disegnato da Kenjirō Hata, serializzato sulla rivista Weekly Shōnen Sunday di Shōgakukan tra ottobre 2004 e aprile 2017. I capitoli sono stati raccolti in 52 volumi tankōbon, pubblicati da Shōgakukan.
Una serie televisiva anime ispirata al manga e composta da 52 episodi fu prodotta da SynergySP e trasmessa dal 1º aprile 2007 al 30 marzo 2008 su TV Tokyo. Il 6 marzo 2009, è stato pubblicato un OAV prodotto da J.C.Staff. Una seconda stagione, di 25 episodi, è stata sempre prodotta da J.C.Staff e mandata in onda tra l'aprile e il settembre 2009 sempre su TV Tokyo. Il 27 agosto 2011 è uscito nelle sale cinematografiche giapponesi un lungometraggio di 70 minuti prodotto da Manglobe e intitolato Hayate no gotoku! Heaven Is a Place on Earth. Una terza stagione, intitolata Hayate no gotoku! Can't Take My Eyes Off You, composta da 12 episodi e sempre prodotta da Manglobe, è stata trasmessa tra il 4 ottobre e il 20 dicembre 2012, sempre su TV Tokyo. Infine una quarta stagione, intitolata Hayate no gotoku! Cuties, è sempre composta da 12 episodi e iniziata sempre su TV Tokyo l'8 aprile 2013 ed si è conclusa il 1º luglio 2013. 3 episodi OAV sono stati pubblicati tra il giugno e il dicembre 2014.
Una serie di due light novel scritte da Toshihiko Tsukiji e illustrate da Kenjirō Hata sono state pubblicate da Shōgakukan da maggio 2007 a marzo 2008
In Italia il manga e l'anime sono tuttora inediti.

## Trama
Hayate Ayasaki è un rinomato ragazzo delle consegne che si ritrova solo a casa con un debito di 156.804.000 yen lasciatogli dai genitori da pagare alla yakuza attraverso la vendita degli organi di Hayate; decide allora di fuggire e rapire una giovane per ottenerne il riscatto ed avere i soldi per ripagare il debito; il piano però fallisce miseramente in quanto il ragazzo si presenta via telefono per il riscatto con il suo vero nome. La ragazza, che si chiama Nagi, scambia inoltre il rapimento per una tentata dichiarazione d'amore; successivamente viene rapita e salvata da Hayate. Prima di collassare, il ragazzo riesce a chiedere a Nagi se può offrirle un lavoro. Hayate diventa così il nuovo maggiordomo di casa Sanzenin, con il compito di tenere a bada Nagi e proteggerla da ogni sorta di guai.

## Personaggi
Hayate Ayasaki (綾崎 ハヤテ?, Ayasaki Hayate)
Doppiato da: Ryōko Shiraishi (ed. giapponese),  Davide Garbolino Deborah Morese (Bambino) (ed. italiana)
Il protagonista della serie, un povero liceale che sarà  costretto a dover lavorare fin dall'età dei giochi per pagare tutti i debiti dei suoi genitori, che spendono ogni suo stipendio per inseguire i loro "sogni". Il ragazzo si farà pagare i 156.804.000 yen dalla ricca erede Nagi Sanzen'in e finirà per dover lavorare come suo maggiordomo per 40 anni. Verso la fine del manga i suoi genitori ricompariranno sperando di prendere dei soldi da Nagi, ma verranno intercettati e arrestati dalla polizia, per tutti i debiti e prestiti accumulati e fatti ricadere sul figlio.
Nagi Sanzen'in (三千院 ナギ?, Sanzen'in Nagi)
Doppiata da: Rie Kugimiya (ed. giapponese), Debora Magnaghi (ed. italiana)
Nagi, tredicenne, unica erede rimasta di una ricca famiglia giapponese. Sarà lei a fraintendere una minaccia di rapimento per una confessione d'amore da parte di Hayate, che infine sarà lui stesso a salvarla da un vero rapimento. La ragazza finirà per prendere Hayate come suo maggiordomo per 40 anni, pagando il suo debito alla yakuza.
Maria (マリア?, Maria)
Doppiata da: Rie Tanaka
Maria, diciassettenne, è la domestica di Nagi. Una delle poche persone che darà sostegno morale ad Hayate durante tutti i capricci di Nagi.

## Anime

### Episodi
| Nº | Giapponese 「Kanji」 - Rōmaji | In onda           | In onda |
| Nº | Giapponese 「Kanji」 - Rōmaji | Giapponese        |         |
| 1  | 「運命は、英語で言うとデスティニー」 - Unmei wa, Eigo de Iu to Desutinī | 1º aprile 2007    |         |
| 2  | 「三千院ナギの屋敷と、新たなる旅立ち」 - Sanzen'in Nagi no Yashiki to, Aratanaru Tabidachi | 8 aprile 2007     |         |
| 3  | 「世界の中心でアイを叫んだり叫ばなかったりな獣とロボと執事」 - Sekai no Chūshin de Ai o Sakendari Sakebanakattari na Kedamono to Robo to Shitsuji                                                                      | 15 aprile 2007    |         |
| 4  | 「はぢめてのおつかい〜こちらスネーク.誰も応答しない」 - Hajimete no Otsukai ~ Kochira Sunēku. Daremo Ōtō Shinai | 22 aprile 2007    |         |
| 5  | 「不用意なボケと優しさが不幸を呼ぶ」 - Fuyōi na Boke to Yasashisa ga Fukō o Yobu | 29 aprile 2007    |         |
| 6  | 「時が見えると君は言うけど、たぶんそれは走馬灯」 - Toki ga Mieru to Kimi wa Iu kedo, Tabun Sore wa Sōmatō | 6 maggio 2007     |         |
| 7  | 「男の戦い」 - Otoko no Tatakai | 13 maggio 2007    |         |
| 8  | 「ネコミミ·モードで地獄行き」 - Neko Mimi Mōdo de Jigoku Iki | 20 maggio 2007    |         |
| 9  | 「エロイムエッサイム.ウシくんウシくん!なんだいカエルくん?」 - Eroimu Essaimu. Ushi-kun Ushi-kun! Nandai Kaeru-kun? | 27 maggio 2007    |         |
| 10 | 「世にも微妙なハイデフレ.ゲームは積まずにプレイしろ」 - Yo ni mo Bimyō na Haidefure. Gēmu wa Tsumazu ni Pureishiro | 3 giugno 2007     |         |
| 11 | 「僕の命の価値はプライスレス」 - Boku no Inochi no Kachi wa Puraisuresu | 10 giugno 2007    |         |
| 12 | 「僕らは昔、宇宙の刑事に若さとは振り向かない事だと教わった」 - Bokura wa Mukashi, Uchū no Keiji ni Wakasa to wa Furimukanai Koto da to Osowatta                                                                        | 17 giugno 2007    |         |
| 13 | 「夏を制する者は受験を制するらしいっすよ」 - Natsu o Seisuru Mono wa Juken o Seisuru Rashiissu yo | 24 giugno 2007    |         |
| 14 | 「ちょっとちょっと!パーティー行かなあかんねん.早よして、ホント」 - Chotto Chotto! Pātī Ikana Akannen. Hayoshite, Honto                                                                                                 | 1º luglio 2007    |         |
| 15 | 「サムライ、ブシドー、動くヴァンダム」 - Samurai, Bushidō, Ugoku Van Damu | 8 luglio 2007     |         |
| 16 | 「負けてもマケンドー」 - Maketemo Makendō | 15 luglio 2007    |         |
| 17 | 「あなたのためにメイっぱいナギ倒します♡」 - Anata no Tameni Meippai Nagi Taoshimasu | 22 luglio 2007    |         |
| 18 | 「レアカードは水着です」 - Rea Kādo wa Mizugi Desu | 29 luglio 2007    |         |
| 19 | 「サキさんのヤボ用 (全国版) 2007」 - Saki-san no Yaboyō (Zenkokuban) Nisennana | 5 agosto 2007     |         |
| 20 | 「本は好きですが、歌え大竜宮城」 - Hon wa Suki desu ga, Utae Dairyūgūjō | 12 agosto 2007    |         |
| 21 | 「ピーターさんもいい迷惑」 - Pītā-san mo Ii Meiwaku | 19 agosto 2007    |         |
| 22 | 「カポーンって擬音は誰が考えたんだろう?スゲーよね」 - Kapōn tte Gion wa Dare ga Kangaetandarō? Sugē yo ne | 26 agosto 2007    |         |
| 23 | 「ちびっ子ではない天才先生来たる」 - Chibikko de wa nai Tensai Sensei Kitaru | 2 settembre 2007  |         |
| 24 | 「モテすぎて困る苦労はしたこと無いなぁ〜」 - Motesugite Komaru Kurō wa Shita Koto nai nā | 9 settembre 2007  |         |
| 25 | 「心を揺らして」 - Kokoro o Yurashite | 16 settembre 2007 |         |
| 26 | 「お届けまで29分でしたので、規定通りの料金でお支払いお願いします......は、遠い前世紀の話」 - Otodoke made Ni Jū Kyū Fun deshita no de, Kitei Dōri no Ryōkin de Oshiharai Onegai Shimasu... wa, Tōi Zenseiki no Hanashi | 23 settembre 2007 |         |
| 27 | 「ハヤテ大地に立つ」 - Hayate Daichi ni Tatsu | 30 settembre 2007 |         |
| 28 | 「黒いハヤテ」 - Kuroi Hayate | 7 ottobre 2007    |         |
| 29 | 「見合」 - Miai | 14 ottobre 2007   |         |
| 30 | 「美人お嬢さま名探偵は見た! 湯けむり女教師殺人事件」 - Bijin Ojōsama Meitantei wa Mita! Yukemuri Onna Kyōshi Satsujin Jiken                                                                                            | 21 ottobre 2007   |         |
| 31 | 「お金持ちでキレイなお姉さんは好きですか?」 - Okane Mochi de Kirei na Onee-san wa Suki desu ka? | 28 ottobre 2007   |         |
| 32 | 「魔物ハンターようこそ伊澄、とナベシン」 - Mamono Hantā Yōkoso Isumi, to Nabeshin | 4 novembre 2007   |         |
| 33 | 「なぜだ?!学院文化祭·前編」 - Naze da?! Gakuin Bunkasai Zenpen | 11 novembre 2007  |         |
| 34 | 「なぜ死んだ?!学院文化祭·後編」 - Naze Shin da?! Gakuin Bunkasai Kōhen | 18 novembre 2007  |         |
| 35 | 「必見!ナウなヤングのための最新オシャレデートスポット完全ガイド2007秋」 - Hikken! Nau na Yangu no Tame no Saishin Oshare Dēto Supotto Kanzen Gaido 2007 Aki                                                            | 25 novembre 2007  |         |
| 36 | 「クラウスは倉臼と書いて日本人」 - Kurausu wa Kurausu to Kaite Nihonjin | 2 dicembre 2007   |         |
| 37 | 「普通の女の子に戻りたい、でもキャラソンは買ってね♥」 - Futsū no Onna no Ko ni Modoritai, demo Kyarason wa Katte ne ♥                                                                                                  | 9 dicembre 2007   |         |
| 38 | 「危うしハヤテ!機能完全停止!!」 - Ayaushi Hayate! Kinō Kanzen Teishi!! | 16 dicembre 2007  |         |
| 39 | 「よいこの友達 借金執事万才!」 - Yoi Ko no Tomodachi Shakkin Shitsuji Banzai! | 23 dicembre 2007  |         |
| 40 | 「おせちもいいけどハヤテもね」 - Osechi mo Ii kedo Hayate mo ne | 6 gennaio 2008    |         |
| 41 | 「先生さよなら絶望〜卒業スペシャル」 - Sensei Sayonara Zetsubō ~ Sotsugyō Supesharu | 13 gennaio 2008   |         |
| 42 | 「それは犬と鼠とブルドッグのように」 - Sore wa Inu to Nezumi to Burudoggu no Yō ni | 20 gennaio 2008   |         |
| 43 | 「ポセイドンアドバンス ジェネレイターガバス」 - Poseidon Adobansu Jenereitā Gabasu | 27 gennaio 2008   |         |
| 44 | 「就職率120パーセントの謎(仮)」 - Shūshokuritsu 120 Pāsento no Nazo (Kari) | 3 febbraio 2008   |         |
| 45 | 「二月のマリアさん感謝デー! ですわ♥」 - Nigatsu no Maria-san Kansha Dē! Desu wa ♥ | 10 febbraio 2008  |         |
| 46 | 「奴の名は魔球投手ワタル!!!」 - Yatsu no Na wa Makyū Tōshu Wataru!!! | 17 febbraio 2008  |         |
| 47 | 「そりゃ安室には帰れる場所があったでしょうけど...」 - Sorya Amuro ni wa Kaereru Basho ga Atta Deshō Kedo... | 24 febbraio 2008  |         |
| 48 | 「ヒナ♥ラブ」 - Hina ♥ Rabu | 2 marzo 2008      |         |
| 49 | 「普通の話」 - Futsū no Hanashi | 9 marzo 2008      |         |
| 50 | 「クイズ!宿敵と書いて友と読む!!」 - Kuizu! Shukuteki to Kaite Tomo to Yomu!! | 16 marzo 2008     |         |
| 51 | 「春」 - Haru | 23 marzo 2008     |         |
| 52 | 「Radical Dreamers」 | 30 marzo 2008     |         |

## Accoglienza

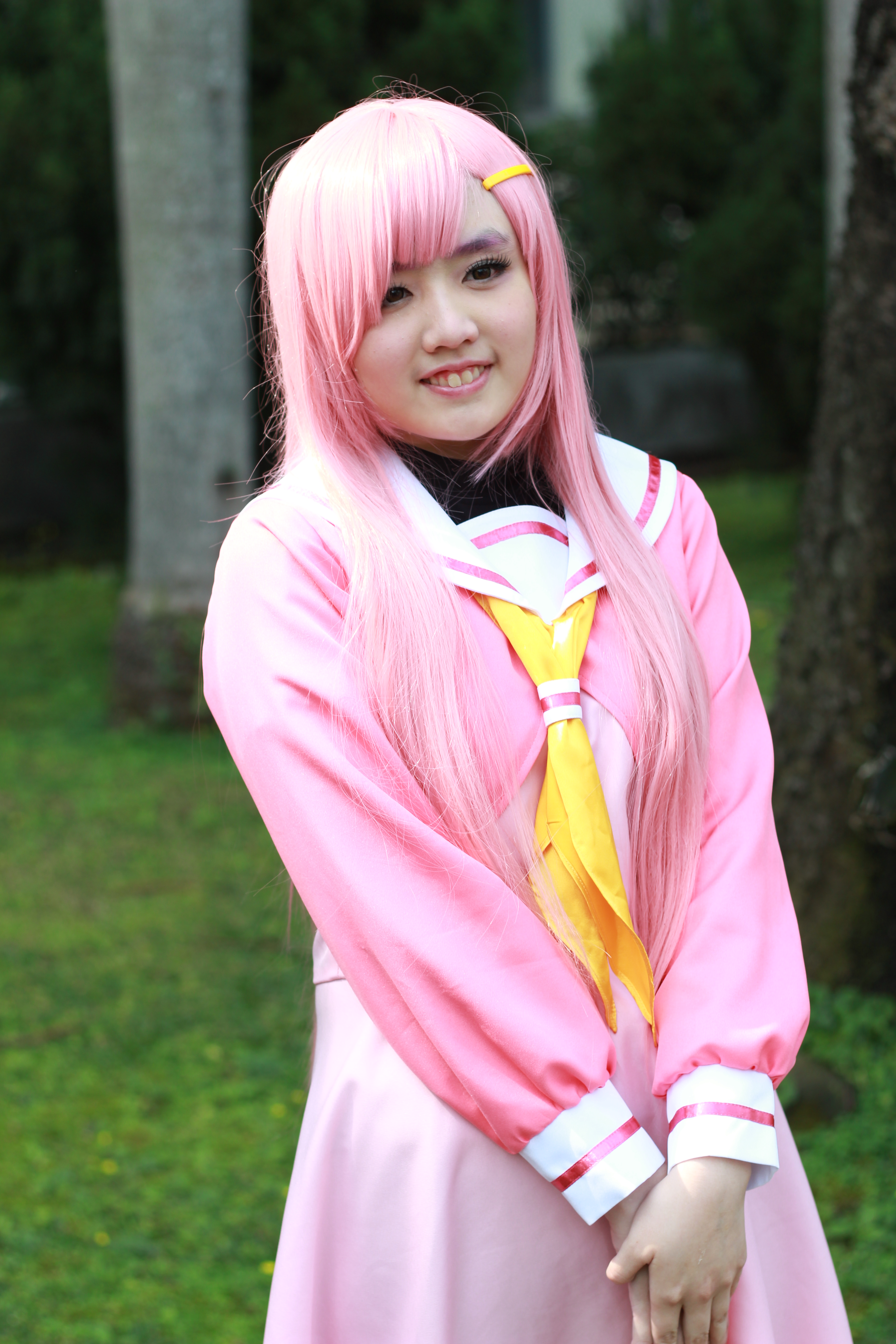
Cosplayer di Hinagiku

Nel marzo 2018 si è tenuto un sondaggio sul sito Goo Ranking riguardante i personaggi maid più amati dai giapponesi e Maria è arrivata al terzo posto con 144 voti.